# Аллен, Дэвид (боксёр)
Дэвид Аллен (англ. David Allen; род. 21 марта 1992, Донкастер, Саут-Йоркшир, Англия, Великобритания) — английский боксёр-профессионал, гейткипер, выступающий в тяжёлой весовой категории.
Был претендентом на вакантные титулы чемпиона по версиям WBC International (2016) и WBA Continental (2019), и дважды был претендентом на титул чемпиона Британского Содружества (2017, 2018) в тяжелом весе. Одержал резонансную победу нокаутом над бывшим чемпионом мира в тяжелом весе австралийцем Лукасом Брауном в 2019 году.
В Британии широко известен и имеет много поклонников, и за то что никогда не отказывался от боёв с любыми, самыми грозными соперниками, считается «народным чемпионом».
Лучшая позиция по рейтингу BoxRec — 32-я (февраль 2020), и являлся 7-м среди британских боксёров тяжёлой весовой категории, — входя в ТОП-35 лучших тяжеловесов всего мира.

## Биография
Дэвид Аллен родился 21 марта 1992 года в городе Донкастере, в районе Донкастер, в Саут-Йоркшире, в Англии, в Великобритании.
Перед реванше с Фишером в интервью на подкасте Даррена Баркера сообщил, что имел игровую зависимость:
Был спарринг -партнером зарабатывая 500 фунтов в неделю, устроился по работал учителем на пол ставки по ложному резюме проработав до 2015 года. В этот период был зависим от ставок на спорт которая началась у него после того как поставил 1 фунт стерлингов на лошадей вместе со своим отцом когда ему было 8 лет. По словам боксера самый тяжёлый период был когда он познакомился с онлайн ставками и проигрывал уже десятки тысяч фунтов. Смог продолеть тягу к игре благодаря сестре и жене с которой у него двое детей. Последние 8 лет тренирует детей, является тренером и менеджером молодых бойцов.

## Профессиональная карьера
8 декабря 2012 года дебютировал в профессионалах, победив решением судьи (счёт: 60–53) в 6-ти раундовом бою опытного литовца Роландаса Сесна. И на протяжении первых десяти боёв не терпел поражений.
Часто присутствовал в тренировочном лагере и был спарринг-партнёром таких чемпионов мира как: Владимир Кличко, Тайсон Фьюри, Энтони Джошуа и Александр Усик.

### 2016 год
26 марта 2016 года, в своём 10-м профессиональном бою, досрочно победил опытного американца Джейсона Гаверна — путём его отказа от продолжения боя после 4-го раунда.
Затем в своей карьере проигрывал лишь элитным бойца топ уровня: 30 июля 2016 года, в бою за вакантный титул чемпиона по версии WBC International, получил первое поражение единогласным решением судей (счёт: 91–99, 91–100, 90–100) от соотечественника Диллиана Уайта.
В следующем бою, 10 декабря 2016 года техническим нокаутом в 7-м раунде проиграл непобеждённому на тот момент кубинцу Луису Ортису

### 2017 год
27 мая 2017 года раздельным решением судей (счёт: 115–113, 114–115, 112–115), в конкурентном бою за вакантный титул чемпиона Британского Содружества наций, проиграл опытному ямайцу Ленрою Томасу.

### 2018 год
Затем, чуть меньше чем через год, 3 марта 2018 года была попытка реванша в новом бою с Ленроем Томасом (22-4), но бой был остановлен в 1-м же раунде из-за возникшего рассечения у Аллена, вызванного случайным ударом головами, а в результат боя была засчитана техническая ничья.
23 июня 2018 года техническим нокаутом в 10-м (последнем) раунде проиграл непобеждённому элитному проспекту французу Тони Йоку. И после этого тяжёлого боя, чуть больше чем через месяц, 28 июля 2018 года нокаутом в 4-м раунде победил небитого британского проспекта Ника Уэбба (12-0).
13 октября 2018 года техническим нокаутом в 1-м же раунде победил немецкого нокаутёра, уроженца Сирии, Самира Небо. А уже 10 ноября 2018 года досрочно победил аргентинского стойкого середняка Ариэля Эстебана Бракамонте.

### 2019 год
20 апреля 2019 года ударом по печени в 3-м раунде нокаутировал бывшего чемпиона мира, грозного австралийского нокаутёра Лукаса Брауна. 
Но уже 20 июля 2019 года, в бою за вакантный титул чемпиона по версии WBA Continental, получил досрочное поражение от опытного соотечественника Дэвида Прайса — в этом бою практически все раунды были выиграны Прайсом, и тренер после 10-го раунда сообщил рефери, что угол Аллена капитулирует.

#### Бой с Фрейером Кларком
2 сентября 2023 года в Манчестере (Великобритания) досрочно путём отказа от продолжения боя после 6-го раунда проиграл небитому соотечественнику Фрейзеру Кларку. Но бой получился грязный, потому что оба боксёра регулярно били друг друга ниже пояса и по затылку, а в 6-м раунде Аллен почувствовал что соперник сломал (или сильно повредил) ему челюсть и не вышел на следующий раунд.

### 2024 год
Вернулся 6 апреля 2024 года в Шеффилде (Великобритания) после поражения от Кларка и победил по очкам по итогам 4-х раундов малоизвестного британца Джейка Дарнелла нанеся ему 26 поражение
13 июля в Шеффилде победил по очкам (счёт: 40–36) малоизвестного бельгийца Амина Бусэтту (8–15) который до этого боя проиграл 5 боёв подряд в течение полугода. 
21 декабря в рамках вечера бокса в Эр-Рияде (Саудовская Аравия), главным событием которого стал реванш Александра Усика - Тайсона Фьюри вышел на бой против соотечественника - проспекта Джонни Фишера (12-0, 11 КО). Бойцы устроили зрелищный супербой. Первая половина боя прошла под диктовку более молодого и перспективного Фишера. Он был лучше во всем: чаще попадал, был острее и комфортно вел бой. Всё поменялось в 5-м раунде когда Аллен левым боковым на ближней послал проспекта в тяжелый нокдаун. Фишер встал, но был сильно потрясен, он смог дожить до гонга. Следующие раунды пошли под диктовку Аллена, который почувствовал, что Фишер не восстановился и потерял нить боя. Бойцы устраивали размен, где оба попадали, но преимущество было за Алленом. После 10-и раундов судьи вынесли спорное раздельное решение: дважды 95–94 Фишер, 96–93 Аллену. 

### 2025 год
17 мая в Лондоне взял убедительный реванш над Джонни Фишером (13-1, 11 КО). Оба бойца подошли к реваншу с самым большим весом. В этот раз Аллен выступил агрессором и поддавливал Фишера который пытался держать Аллена на джебе. Второй раунд остался за Фишером, у него прошли апперкоты и точный правый прямой. В 3-м раунде Фишер выглядел лучше, но нарушал правила: бил ниже пояса, после команды рефери, за что был предупреждён устно. Статистика показывала, Фишер больше выбрасывал и больше попадал 13 (35 выброшенных) на 8 из 26 у Аллена. Несмотря на статистику 5-й раунд стал последним. Фишер не смог остановить агрессивное давление. Пропустил удар по корпусу, точный удар справа, апперкот и тяжело завалился на канвас. Рефери открыл ему счёт. После возобновления Фишер сразу пропускает тяжелейшую двойку и падает в глубокий нокаут. ТКО5. После боя промоутер вечера Эдди Хирн подписал контракт с Алленом, соглашение рассчитано на 2 боя.  

## Статистика профессиональных боёв
В таблице перечислены результаты всех поединков боксёров.
В каждой строке указан результат поединка. Дополнительно номер поединка обозначен цветом, который обозначает итог поединка. Расшифровка обозначений и цветов представлена в нижеследующей таблице.
| Пример | Расшифровка                     |
| ------ | ------------------------------- |
|        | Победа                          |
|        | Ничья                           |
|        | Поражение                       |
|        | Планируемый поединок            |
|        | Поединок признан несостоявшимся |
| КО     | Нокаут                          |
| ТКО    | Технический нокаут              |
| PTS    | Решение судей (по очкам)        |
| UD     | Единогласное решение судей      |
| MD     | Решение большинства судей       |
| SD     | Раздельное решение судей        |
| RTD    | Отказ от продолжения боя        |
| DQ     | Дисквалификация                 |
| NC     | Поединок признан несостоявшимся |

| 33 поединка, 24 победы (19 нокаутом), 2 ничьи, 7 поражений. | 33 поединка, 24 победы (19 нокаутом), 2 ничьи, 7 поражений. | 33 поединка, 24 победы (19 нокаутом), 2 ничьи, 7 поражений. | 33 поединка, 24 победы (19 нокаутом), 2 ничьи, 7 поражений. | 33 поединка, 24 победы (19 нокаутом), 2 ничьи, 7 поражений.            | 33 поединка, 24 победы (19 нокаутом), 2 ничьи, 7 поражений. | 33 поединка, 24 победы (19 нокаутом), 2 ничьи, 7 поражений. |
| Бой                                                         | Рекорд                                                      | Дата боя                                                    | Соперник                                                    | Место проведения боя                                                   | Результат                                                   | Дополнительно |
| ----------------------------------------------------------- | ----------------------------------------------------------- | ----------------------------------------------------------- | ----------------------------------------------------------- | ---------------------------------------------------------------------- | ----------------------------------------------------------- | --- |
| 32                                                          | 23-7-2                                                      | 21 декабря 2024                                             | Джонни Фишер (12-0)                                         | Kingdom Arena, Эр-Рияд, Саудовская Аравия                              | SD 10                                                       | Счёт: 94-95, 96-93, 94-95. |
| 31                                                          | 23-6-2                                                      | 13 июля 2024                                                | Амин Бусэтта (8-14)                                         | Skate Central, Шеффилд, Саут-Йоркшир, Великобритания                   | PTS 4                                                       | Счёт: 40-36. |
| 30                                                          | 22-6-2                                                      | 6 июня 2024                                                 | Джейк Дарнелл (2-25)                                        | Skate Central, Шеффилд, Саут-Йоркшир, Великобритания                   | PTS 4                                                       | Счёт: 40-36. |
| 29                                                          | 21-6-2                                                      | 2 сентября 2023                                             | Фрейзер Кларк (7-0)                                         | Манчестер Арена, Манчестер, Ланкашир, Великобритания                   | RTD 6 (10), 3:00                                            | |
| 28                                                          | 21-5-2                                                      | 25 февраля 2023                                             | Майкл Бассетт (2-8)                                         | Hilton Hotel Portomaso, Сент-Джулианс, Мальта                          | TKO 1 (6), 1:39                                             | |
| 27                                                          | 20-5-2                                                      | 19 марта 2022                                               | Милен Паунов (5-8)                                          | Hilton Hotel, Ньюкасл-апон-Тайн, Тайн-энд-Уир, Великобритания          | TKO 2 (4), 1:33                                             | |
| 26                                                          | 19-5-2                                                      | 27 августа 2021                                             | Андреа Пеше (7-13-3)                                        | Ponds Forge Arena, Шеффилд, Йоркшир, Великобритания                    | TKO 2 (4), 2:10                                             | |
| Перерыв чуть больше 1,5 лет.                                |                                                             |                                                             |                                                             |                                                                        |                                                             | |
| 25                                                          | 18-5-2                                                      | 8 февраля 2020                                              | Дориан Дарч (12-11-1)                                       | Sheffield Arena, Шеффилд, Йоркшир, Великобритания                      | KO 3 (6), 0:53                                              | |
| 24                                                          | 17-5-2                                                      | 20 июля 2019                                                | Дэвид Прайс (24-6)                                          | O2 Арена, Лондон, Великобритания                                       | RTD 10 (12), 3:00                                           | Бой за вакантный титул чемпиона по версии WBA Continental в тяжёлом весе.                                                                                         |
| 23                                                          | 17-4-2                                                      | 20 апреля 2019                                              | Лукас Браун (28-1)                                          | O2 Арена, Лондон, Великобритания                                       | KO 3 (12), 0:58                                             | |
| 22                                                          | 16-4-2                                                      | 10 ноября 2018                                              | Ариэль Эстебан Бракамонте (8-1)                             | Манчестер Арена, Манчестер, Англия, Великобритания                     | RTD 7 (10), 3:00                                            | |
| 21                                                          | 15-4-2                                                      | 13 октября 2018                                             | Самир Небо (10-2-1)                                         | Metro Radio Arena, Ньюкасл-апон-Тайн, Англия, Великобритания           | TKO 1 (10), 1:05                                            | |
| 20                                                          | 14-4-2                                                      | 28 июля 2018                                                | Ник Уэбб (12-0)                                             | O2 Арена, Лондон, Великобритания                                       | KO 4 (10), 2:59                                             | |
| 19                                                          | 13-4-2                                                      | 23 июня 2018                                                | Тони Йока (4-0)                                             | Зенит, Париж, Франция                                                  | TKO 10 (10), 0:43                                           | |
| 18                                                          | 13-3-2                                                      | 4 мая 2018                                                  | Дэвид Хоу (2) (14-8)                                        | Уолсолл, Уэст-Мидлендс, Великобритания                                 | TKO 4 (4), 2:40                                             | |
| 17                                                          | 12-3-2                                                      | 3 марта 2018                                                | Ленрой Томас (2) (22-4)                                     | Sheffield Arena, Шеффилд, Йоркшир, Великобритания                      | TD 1 (12), 2:18                                             | Бой за титул чемпиона Британского Содружества (1-я защита Томаса) в тяжёлом весе. Бой остановлен из-за рассечения у Аллена, вызванного случайным ударом головами. |
| 16                                                          | 12-3-1                                                      | 22 июля 2017                                                | Том Даллас (17-9)                                           | Брентвуд, Эссекс, Великобритания                                       | TKO 3 (4), 0:37                                             | |
| 15                                                          | 11-3-1                                                      | 27 мая 2017                                                 | Ленрой Томас (20-4)                                         | Брэмолл Лейн, Шеффилд, Йоркшир, Великобритания                         | SD 12                                                       | Бой за вакантный титул чемпиона Британского Содружества в тяжёлом весе. Счёт: 115-113, 114-115, 112-115.                                                          |
| 14                                                          | 11-2-1                                                      | 4 марта 2017                                                | Дэвид Хоу (12-4)                                            | O2 Арена, Лондон, Великобритания                                       | KO 2 (6), 2:24                                              | |
| 13                                                          | 10-2-1                                                      | 25 февраля 2017                                             | Лукаш Русевич (22-28)                                       | Hull Arena, Кингстон-апон-Халл, Ист-Райдинг-оф-Йоркшир, Великобритания | TKO 1 (6), 0:31                                             | |
| 12                                                          | 9-2-1                                                       | 10 декабря 2016                                             | Луис Ортис (26-0)                                           | Манчестер Арена, Манчестер, Англия, Великобритания                     | TKO 7 (8), 2:59                                             | |
| 11                                                          | 9-1-1                                                       | 30 июля 2016                                                | Диллиан Уайт (17-1)                                         | First Direct Arena, Лидс, Йоркшир и Хамбер, Великобритания             | UD 10                                                       | Бой за вакантный титул чемпиона по версии WBC International в тяжёлом весе. Счёт: 91-99, 91-100, 90-100.                                                          |
| 10                                                          | 9-0-1                                                       | 26 марта 2016                                               | Джейсон Гаверн (27-20-4)                                    | Sheffield Arena, Шеффилд, Йоркшир, Великобритания                      | RTD 4 (8), 3:00                                             | |
| Бой                                                         | Рекорд                                                      | Дата боя                                                    | Соперник                                                    | Место проведения боя                                                   | Результат                                                   | Дополнительно |